# 1364
Cette page concerne l'année 1364  du calendrier julien. Pour l'année 1364 av. J.-C., voir 1364 av. J.-C.
L'année 1364 est une année bissextile qui commence un lundi.

## Événements
- Novembre (1364[1],[2] ou 1365[3]) : des marins dieppois arment deux vaisseaux qui atteignent le Cap Vert à Noël. Ils construisent un comptoir baptisé Petit-Dieppe à l'embouchure du rio Cestos sur les côtes du Liberia actuel. Ils rentrent à Dieppe chargés d'ivoire et de malaguette en mai 1365. Au cours des années suivantes, d'autres comptoirs normands s'installent sur les côtes de l’Afrique occidentale jusqu'à Elmina en Guinée qui reçoit une église en 1384.

- Haute-Birmanie : destruction des royaumes de Pinya et Sagaing. Fondation du royaume d'Ava par le roi Thadominbya[4].

### Europe
- 13 janvier - 25 mars : gel du Rhin, de la Seine (Rouen) et de la Loire pendant trois mois, du Rhône et de la Basse-Garonne. Hiver 1363-1364 particulièrement long (19 semaines à Tournai) et rigoureux[5].

- 10 février[6] : accord de Brno entre Charles IV de Luxembourg et les Habsbourg, qui prévoit que chaque maison héritera des possessions de l’autre en cas d’extinction.
- 7 avril : siège de Mantes par Bertrand Du Guesclin.
- 9 avril : prise de Rolleboise par Bertrand Du Guesclin.
- 11 avril : siège de Meulan par Bertrand Du Guesclin.

- 7 mai : le roi Jean le Bon, mort à Londres le 8 avril, est inhumé à Saint-Denis[7].
- 12 mai : Casimir le Grand fonde l’université de Cracovie[8].
- 16 mai : bataille de Cocherel près d’Évreux[9]. Bertrand Du Guesclin bat Charles le Mauvais et ses alliés anglais ; il reçoit en récompense le comté de Longueville. Charles le Mauvais ne s’immiscera plus dans les affaires du royaume et perd ses possessions d’Île-de-France.
- 19 mai : sacre de Charles V à Reims[10]. Début du règne de Charles V le Sage, roi de France (jusqu'en 1380).

- 9 juillet : lettres patentes de Charles V rétablissant les privilèges de la ville de Caen[11].

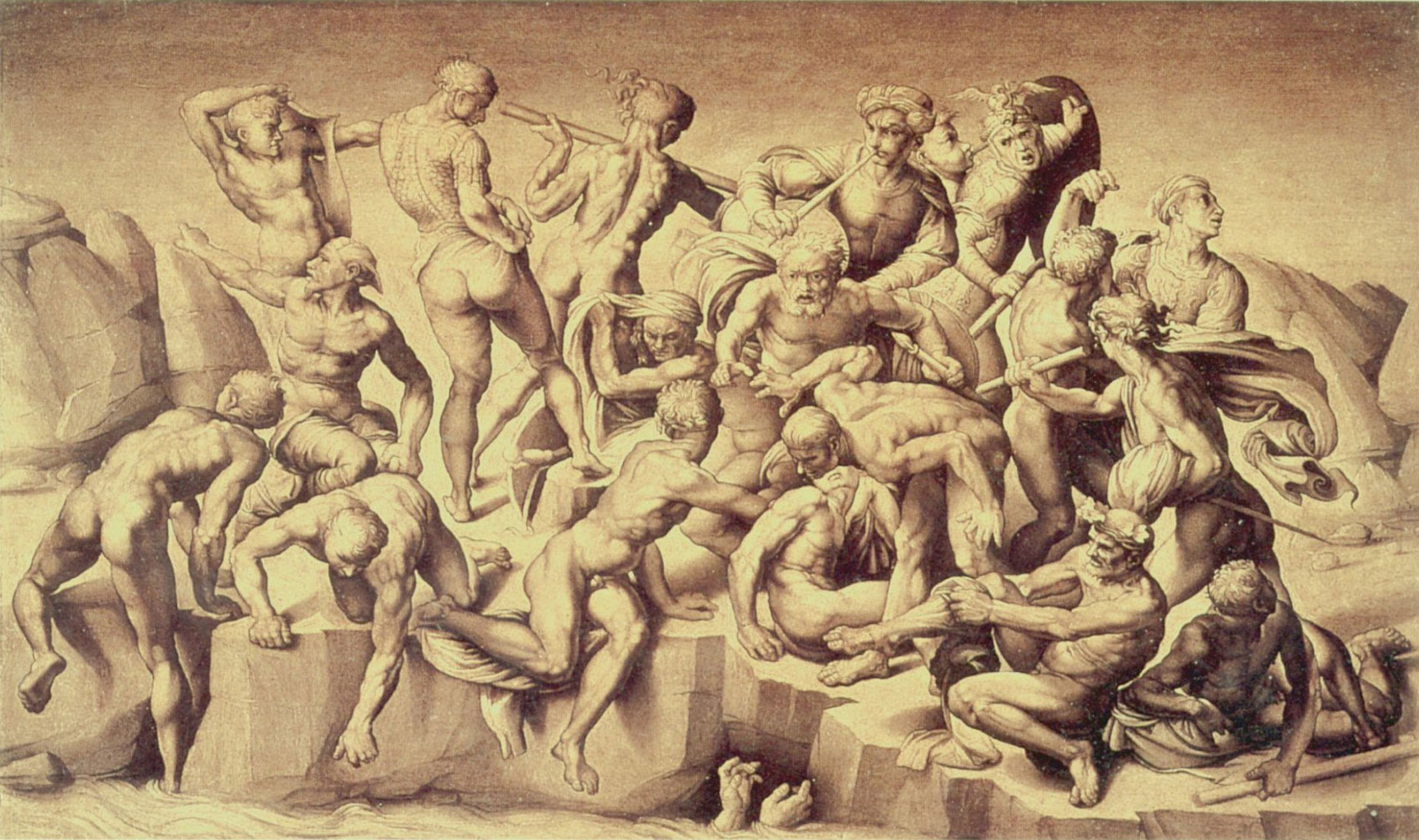
28 juillet : La Bataille de Cascina, grisaille de Michel-Ange, 1542.

- 28 juillet : victoire de Florence contre Pise à la bataille de Cascina[12].
- 30 août : paix entre Florence et Pise, favorable aux Florentins[13].
- 3 septembre : La monnaie est stabilisée en France par la création du franc à pied qui remplace le franc à cheval[14]. Le roi Charles V de France reprend en main les finances et l’armée.

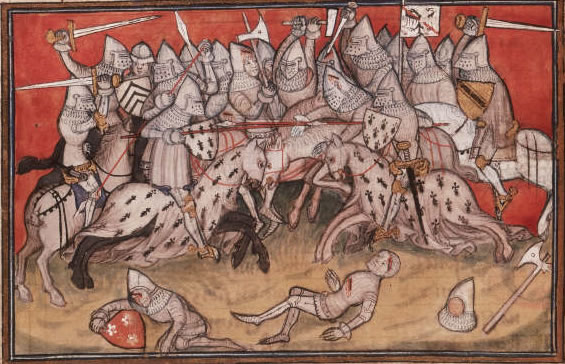
29 septembre : bataille d'Auray. Fin de la guerre de Succession de Bretagne. Miniature de Jean Cuvilier

- 29 septembre : bataille d'Auray entre Jean de Montfort et Charles de Blois pour la couronne du duché de Bretagne[9]. Blois est tué ; Du Guesclin est fait prisonnier. Charles V obtient sa délivrance contre le paiement d’une rançon.
- Septembre [15]: au congrès de Cracovie, Casimir III de Pologne apparaît comme un médiateur entre l’empereur Charles de Bohême et le roi Louis Ier de Hongrie, lors des discussions sur les projets de croisades à l’appel du roi de Chypre Pierre Ier.